# Battaglia di Antigonia
La battaglia di Antigonia fu combattuta nell'ottobre del 51 a.C. tra i Romani e i Parti, a seguito di un'invasione condotta da questi ultimi contro la regione di Antiochia di Siria e di un loro infruttuoso tentativo di assedio della città.

## Contesto
Le relazioni romano-partiche si erano deteriorate a seguito dell'avventata spedizione di Marco Licinio Crasso (il triumviro), che era culminata nel disastro della battaglia di Carre e nella morte dello stesso Crasso nel 53 a.C. In parte per vendicarsi di quella ingiustificata aggressione e in parte per profittare della debolezza in cui versavano i Romani in Oriente, nel 51 a.C. i Parti organizzarono un'incursione contro la provincia di romana di Siria e in particolare contro la sua capitale Antiochia.

## Teatro d'operazioni
La spedizione partica era nominalmente guidata dal principe Pacoro, che era tuttavia un bambino. Il comando effettivo spettava pertanto all'esperto generale Osace. Cicerone, che all'epoca era governatore della vicina provincia di Cilicia, riferì di aver appreso dell'invasione in una data che corrisponde al 20 settembre del 51 a.C. (Ad Att. 5, 18,1). 
Governava la provincia di Siria Gaio Cassio Longino - uno dei futuri assassini di Giulio Cesare - che aveva a disposizione poche truppe e che inoltre attendeva di essere sostituito dal nuovo governatore Bibulo, già partito da Roma per quello scopo ma di cui per il momento non si avevano notizie.
Varcato l'Eufrate, i Parti ebbero inizialmente buon gioco a saccheggiare i dintorni di Antiochia. La razzia, e non la conquista territoriale, era il loro scopo e le loro forze avevano tradizionalmente il loro nerbo nella cavalleria. Un loro reparto penetrò anche in Cilicia, ma fu annientato presso Epifenae in una battaglia equestre dalle truppe di Cicerone (Cicerone, Ad Fam. 15,4,7), che anzi accorse di persona a presidiare il passo del Monte Amano per sbarrare l'ingresso al nemico e anche per portare all'occorrenza aiuto a Cassio. Egli infatti a marce forzate raggiunse Tarso il 5 ottobre del 51 a.C.
Frattanto, Cassio, le cui forze non erano sufficienti per affrontare Osace in campo aperto, doveva restare chiuso in Antiochia. Questa inazione spinse i Parti addirittura a tentare l'assedio della città, un genere di operazioni, questo, in cui i Parti non avevano esperienza e per il quale mancavano di strumentazione adeguata. I Romani riuscirono così a respingerli. I Parti si indirizzarono allora contro la città di Antigonia di Siria.

## La battaglia
Secondo Cassio Dione (40, 29,1), in questo caso l'ostacolo in cui si imbatterono i Parti furono i fitti boschi che circondavano la città. Essi progettarono di abbatterli, ma l'impresa richiedeva molto tempo e non dava i risultati sperati, mentre intanto le forze di Cassio attaccavano i gruppi che sorprendevano dispersi. Alla fine, i Parti desistettero e progettarono di colpire altre zone, ma Cassio, che aveva partecipato al disastro di Carre di pochi anni prima e aveva figurato meglio del suo comandante in capo di allora, si era fatto le ossa e ritorse contro i Parti proprio uno stratagemma in cui essi erano maestri: un piccolo gruppo di Romani li affrontò e subito dopo simulò una fuga. Inseguito, guidò i Parti in un'imboscata, dove molti di loro furono uccisi. Su scala e con un'importanza indiscutibilmente minore, fu restituito ai Parti lo scacco di Carre. Dovette comunque trattarsi di una battaglia di una certa importanza, non fosse altro perché vi morì lo stesso Osace. Secondo Cassio Dione, egli perì nello scontro, mentre secondo Cicerone, che era presente nello stesso teatro d'operazioni e quindi era probabilmente meglio informato, fu gravemente ferito e morì per le conseguenze della ferita qualche tempo dopo. 
Cassio informò il Senato della vittoria con un messaggio del 7 ottobre del 51 a.C., cosa che situa la battaglia, se non nello stesso giorno, immediatamente prima.

## Conseguenze
Dopo la battaglia, i Parti abbandonarono la regione di Antiochia, mentre i Romani svernarono nei campi fortificati della Cirrestica per sorvegliare i guadi dell'Eufrate. In una lettera già dell'8 ottobre 51 a.C. (Ad Fam. 3,8, 10), Cicerone riferiva che non c'erano più Parti nell'area e, sebbene fossero state osservate alcune bande armate, le giudicava composte da Arabi armati alla maniera dei Parti. 
Per questi ultimi, la sconfitta e la morte di Osace dovettero rappresentare un colpo non indifferente, ma è anche vero che Cicerone ammise di avere l'impressione che i Parti si ritiravano più perché non c'era rimasto niente da razziare che non per la sconfitta patita (Ad Att. 5, 21,1).
Come ci testimonia ancora Cicerone, i Romani temevano che i Parti tornassero presto a farsi vivi, ma questo non avvenne. Forse paghi dei risultati raggiunti, forse intimiditi dalla forza ancora dimostrata dai Romani e certamente non interessati a conquiste territoriali ai danni di questi ultimi, essi lasciarono in pace lo Stato romano per dieci anni, fino a che vennero coinvolti nella seconda guerra civile romana quali alleati dei cesaricidi.